# Берлие, Пьер Андрэ Эркюль
Пьер Андре Эркюль Берлье (фр. Pierre André Hercule Berlier; 1769—1821) — французский военный деятель, бригадный генерал (1811 год), барон (1810 год), участник революционных и наполеоновских войн.

## Биография
Родился в семье крупного торговца из Дижона Луи Берлье (фр. Louis Guillaume Berlier; 1740—) и его супруги Сюзанны Фаржон (фр. Marie Anne Suzanne Farjon; 1744—). Окончив артиллерийскую школу в Шалоне, 11 октября 1791 года записался добровольцем в 4-й батальон волонтёров Дром и был избран младшим лейтенантом. 2 ноября 1793 года его батальон путём амальгамы был слит с 83-й линейной полубригадой, ставшей 19 июня 1796 года 57-й полубригадой. 15 июня 1792 года стал лейтенантом, 18 августа 1793 года – капитаном, и возглавил гренадерскую роту. Сражался в рядах в Итальянской армии. В 1798 году переведён в Английскую армию, в 1799 году – в Гельветическую армию, в 1800 году – в Рейнскую. 5 мая 1800 года отличился в сражении при Мескирхе, где получил огнестрельное ранение в голову. В 1801 году служил в Армии Граубюндена .
21 января 1804 года был переведён в Консульскую гвардию и возглавил роту в полку пеших егерей. 5 сентября 1805 года стал командиром батальона того же полка. Участвовал в кампаниях 1805 и  1806 годов.
20 октября 1806 года произведён в полковники, и возглавил 36-й полк линейной пехоты вместо погибшего при Йене Удар де Ламотта. Действовал с полком в составе  пехотной дивизии генерала Сент-Илера 4-го корпуса маршала Сульта. 8 февраля 1807 года ранен пулей в левое плечо при Эйлау. 10 июня 1807 года отличился в сражении при Гейльсберге. 1 июля 1808 года 36-й полк был направлен на Пиренейский полуостров и определён в состав 1-й пехотной дивизии генерала Мутона, которая была позднее включена во 2-й корпус маршала Сульта. 16 января 1809 года отличился в сражении при Ла-Корунье.
6 августа 1811 года произведён в бригадные генералы. В 1812 году командовал 1-й бригадой 2-й пехотной дивизии. 16 июля 1813 года – командир 1-й бригады 1-й пехотной дивизии генерала Фуа под общей командой генерала Рея в Пиренейской армии. 9 декабря 1813 года сражался при Ниве, 27 февраля 1814 года – при Ортезе. С 8 марта 1814 года под началом генерала Даррико. 10 апреля 1814 года у Пон-Жюмо был тяжело ранен пулей, прошедшей насквозь через два плеча в сражении при Тулузе.
При первой Реставрации определён 1 сентября 1814 года на половинное жалование. 23 мая 1815 года был назначен командующим департамента Дром. 11 сентября 1815 года вновь определён на половинное жалование. 30 декабря 1818 года Берлье был зачислен в резерв Генерального штаба. 31 июля 1821 года в Валансе женился на португалке Терезе де Жезус д’Антуне (порт. Thérèse de Jésus d’Antune; 1791—1853), от которой к тому моменту уже имел троих детей. Умер 14 августа 1821 года в Валансе в возрасте 51 года.

## Воинские звания
- Младший лейтенант (11 октября 1791 года);
- Лейтенант (15 июня 1792 года);
- Капитан (18 августа 1793 года);
- Капитан гвардии (21 января 1804 года);
- Командир батальона гвардии (5 сентября 1805 года);
- Полковник (20 октября 1806 года);
- Бригадный генерал (6 августа 1811 года).

## Титулы

Герб барона

- Барон Берлье и Империи (фр. baron Berlier et de l'Empire; декрет от 19 марта 1808 года, патент подтверждён 22 октября 1810 года в Фонтенбло)[2].

## Награды
Легионер ордена Почётного легиона (14 июня 1804 года)
 Офицер ордена Почётного легиона (14 марта 1806 года)
 Кавалер военного ордена Святого Людовика (7 марта 1815 года)